# Royce Hunt

a Compétitions nationales et continentales officielles uniquement.

b Matchs officiels uniquement.
Royce Hunt, né le 13 août 1995 à Sydney (Australie), est un joueur de rugby à XIII australien d'origine samoane évoluant au poste de pilier dans les années 2010 et 2020.
Royce Hunt est formé au sein du club des Canterbury-Bankstown Bulldogs et achève sa formation aux Canberra Raiders. Avec ces derniers, il fait ses débuts en National Rugby League (« NRL ») en 2017 mais n'est pas maintenue dans l'équipe et reste en équipe réserve dans l'anti-chambre de la NRL. En 2020, il rejoint les Cronulla-Sutherland Sharks et dispute plusieurs matchs dans le rôle de remplaçant dans les piliers. Fort de ses performances, il est sélectionné dans l'équipe des Samoa fin 2022 pour la Coupe du monde 2021. Le pays réalise de grandes performances et termine finaliste contre son pays natal l'Australie.

## Palmarès
- Collectif :
  - Finaliste de la Coupe du monde : 2021 (Samoa).

### En club

#### Statistiques
| Saison | Club                       | Compétition           | Matchs | Points | Essais | Goals | Drops |
| ------ | -------------------------- | --------------------- | ------ | ------ | ------ | ----- | ----- |
| 2017   | Canberra Raiders           | National Rugby League | 1      | -      | -      | -     | -     |
| 2020   | Cronulla-Sutherland Sharks | National Rugby League | 14     | 4      | 1      | -     | -     |
| 2021   | Cronulla-Sutherland Sharks | National Rugby League | 2      | -      | -      | -     | -     |
| 2022   | Cronulla-Sutherland Sharks | National Rugby League | 19     | 12     | 3      | -     | -     |